# Église San Biagio ai Taffettanari
L'église San Biagio ai Taffettanari est une église du centre historique de Naples, située via San Biagio ai Taffettanari. L'église est consacrée à saint Blaise et dépend de l'archidiocèse de Naples.

## Histoire et description
L'église est fondée au XVIe siècle, comme chapelle des marchands de taffetas qui étaient nombreux à résider alors dans ce quartier. L'église est refaite et agrandie en 1615, puis la façade est elle-même reconstruite avec une connotation baroque. L'église est restaurée en 1960. Elle est ouverte de temps à autre.
L'intérieur s'inscrit dans une croix latine avec des chapelles latérales. Il est décoré de pilastres et de corniches. On remarque au-dessus du maître-autel un tableau de l'école de Luca Giordano.
Il existe deux autres églises de Naples consacrées à saint Blaise, très populaire ici depuis le VIIIe siècle, il s'agit de l'église San Biagio Maggiore et l'église San Biagio dei Caserti.